# ناسي أولام (طبق إندونيسي)
ناسي أولام يعد طبق ماليزيا تقليدي من الأرز المطهو على البخار (هذا النوع من الأرز يطلق عليه إسم: ناسي) يقدم مع العديد من الأعشاب والخضروات ( الأعشاب والخضروات هذه يطلق عليها إسم: أولام). إسم هذا الطبق الإندونيسي هو ببساطة جمع ما بين إسم الأرز المطهو على البخار مع إسم الأعشاب والخضروات التي يحتويها الطبق.
يتم استخدام الأعشاب في هذا الطبق الإندونيسي وخاصة أوراق البيجان ( كينتيلا أسياتيكا ) أو غالبًا ما يتم استبدالها بالكمانجي ( الحبق الإفريقي ). يحتوي هذا الطبق أيضا على الخضروات، التوابل ويعد هذا الطبق مرافق للأطباق الجانبية المختلفة. يعد هذا الطبق سمة من سمات شعب البيتاوي والمطبخ الملايوي مع العديد من الاختلافات ويوجد هذا الطبق بشكل شائع في إندونيسيا وماليزيا وسنغافورة وجنوب تايلاند . غالبًا ما يتم تقديم الناسي أولام مع عجينة السامبال المتكونة من الفلفل الحار.

## تاريخ الطبق
ناسي أولام هو أرز ممزوج بيتاوي نموذجي. وهو يعد طبق مشترك للعديد من ثقافات الطهي التي تؤثر عليه وتؤثر أيضا على الأطباق التي تقدم معه بشكل جانبي. يقول البعض أن الأرز الأبيض المغطى بجوز الهند سيروندينج ( أولام ) والفول السوداني يعد من التأثيرات الهندية عليه. في إندونيسيا، لا يتواجد طبق الناسي أولام فقط في مدينة جاكرتا، ولكن أيضًا في جزيرة سومطرة التي تقع في أقصى غرب أندونيسيا في المحيط الهندي وبمقاطعة بالي.
يعد طبق ناسي أولام الإندونيسي في الواقع تاريخيا من مدينة تانقيرانغ في مقاطعة بنتن وعلى الرغم من أنه يأتي من تانقيرانغ، إلا أن هذا الطبق نادرًا ما يعرفه المجتمع المحيط به ويرتبط أكثر بالمأكولات من جاكرتا، وذلك يرجع لأنه في الماضي تاجر العديد من التجار من تانغيرانغ بطبق الناسي أولام في جلودوك، جاكرتا، وهناك قدموا مأكولاتهم بجانب الناسي أولام إلى المجتمع المحلي، وخاصةً الإندونيسيين الصينيين.
ليس كل شعب البيتاوي في جاكرتا على دراية بجميع أشكال وأنواع الناسي أولام.عادة ما يأكل شعب البيتاوي ارز أولام في الصباح كأحد أطباق الإفطار.

## الأنواع

### إندونيسيا
في إندونيسيا ، يمكن العثور على الناسي أولام في المطبخ البيتاوي (الجاكرتيين الأصليين) بالإضافة إلى بالي وسومطرة الملايو .
يوجد في جاكرتا نوعان من طبق الناسي أولام ، الرطب في شمال ووسط جاكرتا، والجاف في جنوب جاكرتا. في إندونيسيا، عادةً ما يتبل الناسي أولام بعشب الكيمانجي، الفلفل الحار، شرائح الخيار ويتم رشها بحبيبات الفول السوداني والسيروندينج (جوز الهند المبشور). غالبًا ما يتم إضافة الديندينغ (لحم بقري مجفف)، التيلور دادار ( عجة )، البيركيديل (فطيرة بطاطس مهروسة)، التوفو المقلي أو التمبي والكروبوك في أعلى طبق الناسي أولام.

### ماليزيا
يتكون طبق الناسي أولام في ماليزيا من الأرز المسلوق البارد الممزوج بالأعشاب المقطعة مثل الداونكادوك (أوراق فلفل بري), البوسوك قاجوس (براعم أوراق الكاجو)، البصل وما إلى ذلك. يضاف الكيريسيك والتوابل الأخرى أيضًا. في بعض الأحيان يتم خلطه بالأسماك المقلية المقطعة. هذه النسخة شائعة في شمال غرب شبه الجزيرة الماليزية. يسمى أحد أنواع الناسي أولام في شمال شرق شبه الجزيرة الماليزية بإسم الناسي كرابو وهذه النسخة تختلف عن الناسي أولام الأصلي بكون الأرز يصبغ بالون الأزرق بها.

## شاهد أيضا
- ناسي جورينج